# Palais Bartolotti-Partenfeld

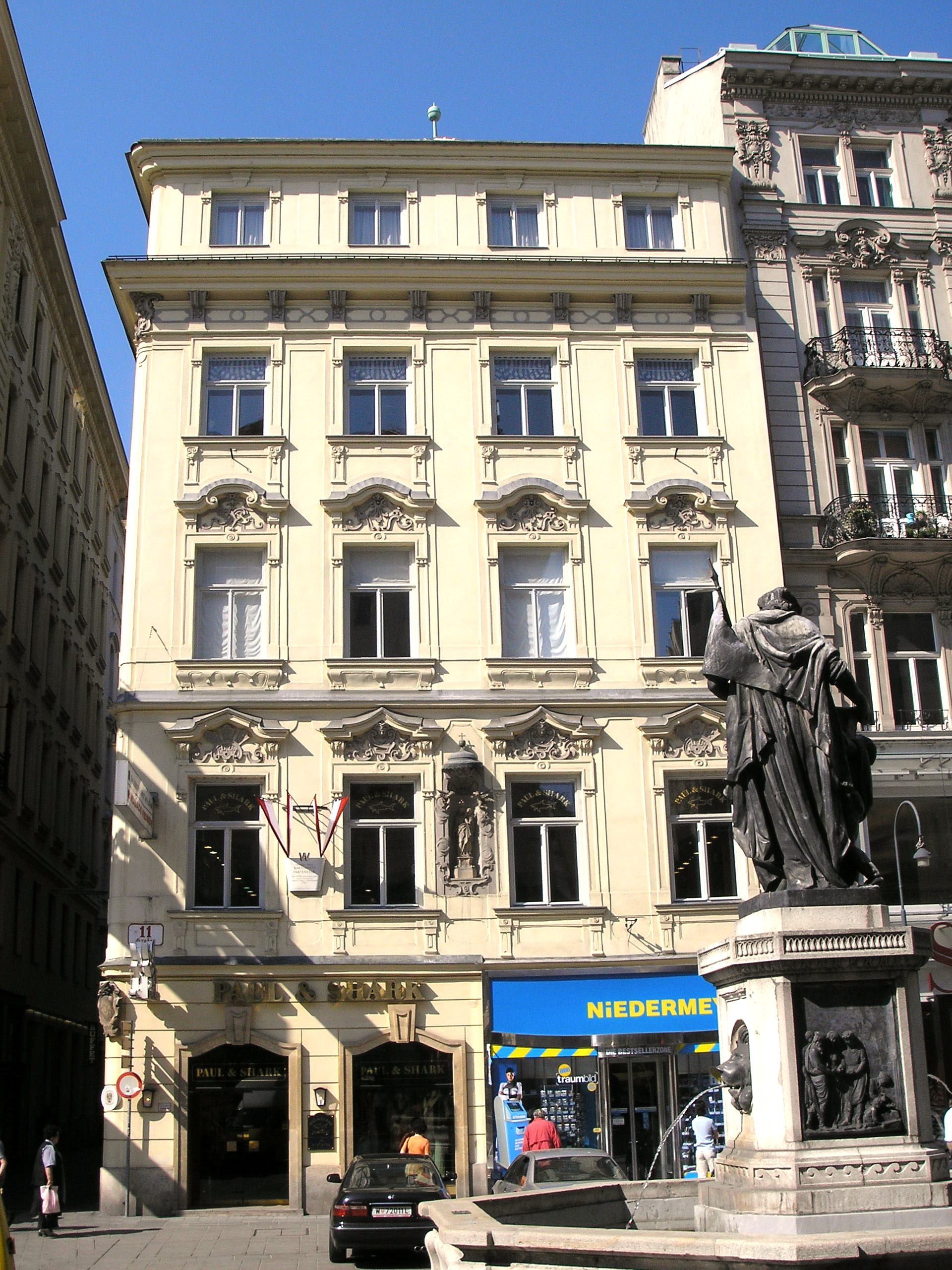
Das Palais Bartolotti-Partenfeld

Das Palais der Freiherren Bartolotti von Partenfeld ist ein Palais im 1. Wiener Gemeindebezirk Innere Stadt an der Ecke Graben/Dorotheergasse. Es ist das einzige barocke Gebäude, das die Umbauten des Grabens im 19. Jahrhundert überlebt hat.

## Geschichte
Auf diesem Platz (Graben 11/Dorotheergasse 2–4) befanden sich schon mindestens seit dem 14. Jahrhundert Apotheken. 1454, als das Haus Vinzenz Hackenberger gehörte, fand dort ein Kongress statt, bei dem die Frage, wie man das Kurpfuscherwesens unterdrücken könnte, erörtert wurde. Später befand sich das Gebäude auch im Besitz der späteren Bürgermeister Wolfgang Treu und Georg Fürst.
1704 wurde das Haus von den kaiserlichen Hofkammerräten Johann Paul und Johann Carl Bartolotti Freiherren von Partenfeld, die Brüder waren, angekauft. 1720 suchten sie um Erlaubnis für einen Neubau an. Der Entwurf des Palais geht vermutlich auf Johann Lucas von Hildebrandt zurück. Sicher ist, dass es vom Maurermeister Franz Jänggl errichtet wurde. Das Palais diente in erster Linie als Mietshaus, was sich schon im Fehlen eines repräsentativen Vestibüls und Treppenhauses zeigt. Johann Carl Bartolotti wurde 1729 in den Grafenstand erhoben, verlor aber große Geldsummen beim Zusammenbruch des Wechselhauses Hauzenberger, so dass er viel von seinem Besitz verkaufen musste. 1735 wurde das Palais vom Händler Matthias Weißenböck angekauft, 1749 kam es in den Besitz von Anna Maria Pilgram, der Ehefrau von Franz Anton Pilgram. Bis 1906 blieb die Familie Pilgram Eigentümer, bis es 1906 von Joseph Prix, der dort schon vorher eine Modeboutique betrieben hatte, in seinen Besitz bringen konnte. 1967 wurde der Erdgeschoßbereich renoviert.

## Beschreibung
Das Palais hat zum Graben nur vier Fensterachsen, die Hauptfassade befindet sich in der schmalen Dorotheergasse, wo es einen schwach ausgeprägten Risalit in der Mitte hat. Die Fenster im Erdgeschoß sind mit Keilsteinen verziert. Im ersten Stock befindet sich eine Madonnenstatue. Der Innenhof wird von Pawlatschen gesäumt. Im Inneren gibt es zwei Treppen, links eine Wendeltreppe, beide mit Stufen aus dem harten Kaisersteinbrucher Stein. Im ersten Stock befindet sich ein Spiegelgewölbe. Das letzte Stockwerk am Graben ist eine spätere Zutat, der Dachstuhl und die Rauchfänge stammen allerdings noch aus der Bauzeit.